# Amédée Bruys
Pour les articles homonymes, voir Bruys (homonymie).
Amédée Antoine Bruys est un homme politique français né le 29 octobre 1817 à Cluny (Saône-et-Loire) et décédé le 28 décembre 1878 à Saint-Pierre-le-Vieux (Saône-et-Loire).
Avocat à Paris, militant républicain, il s'affilie à des sociétés secrètes d'opposition, ce qui lui vaut deux condamnations sous la Monarchie de Juillet. Il est député de Saône-et-Loire de 1848 à 1851, siégeant à gauche. Membre de l'association du sud-est, il accompagne Alphonse Gent en Suisse pour obtenir le ralliement des républicains en exil depuis la journée du 13 juin 1849. Il est expulsé en Belgique après le coup d’État du 2 décembre 1851, ne rentrant en France qu'à l'amnistie, en 1859.

## Sources
- « Amédée Bruys », dans Adolphe Robert et Gaston Cougny, Dictionnaire des parlementaires français, Edgar Bourloton, 1889-1891 [détail de l’édition]